# Didelphodon
Didelphodon ist ein Säugetier aus der Stammgruppe der Beuteltiere, das in der Oberkreide lebte. Es starb mit den Dinosauriern an der Kreide-Tertiär-Grenze aus.
Fossile Überreste der Tiere wurden zuerst in der Lance-Creek-Formation in Wyoming gefunden und schon 1889 von Othniel Charles Marsh als Didelphodon vorax beschrieben. Sein Konkurrent Edward Drinker Cope beschrieb 1892 eine zweite Art, Didelphodon padanicus. Eine dritte Art, Didelphodon coyi, stammt aus der bekannten Horseshoe-Canyon-Formation und wurde 1986 beschrieben. Alle Fossilien der Gattung, vor allem Kieferfragmente und einzelne Zähne, wurden in den nördlichen Great Plains in Kanada und den USA gefunden.

## Merkmale
Mit der Größe einer kleinen Hauskatze war Didelphodon eines der größten Säugetiere seiner Zeit.
Die Backenzähne waren groß, massiv und vom tribosphenischen Typ. Dabei bestehen die Okklusionsflächen aus drei Höckern, die in einem Dreieck angeordnet waren. Im Unterkiefer wies die Spitze des Dreiecks nach außen. Innerhalb dieses Dreiecks lag eine Vertiefung, in der der gegenüberstehende Oberkieferzahn mit seiner nach innen weisenden Dreieckspitze griff. Die Zähne ähnelten denen des heutigen Seeotters, der sich von hartschaliger Beute, wie Seeigel, Muscheln und Schnecken ernährt. Da Fossilien von Didelphodon vor allem in der Nähe von Flussablagerungen gefunden wurden, könnte er eine ähnliche Ernährungsstrategie und eine halbaquatische Lebensweise gehabt haben. Die Prämolaren erinnern wiederum an die des Beutelteufels, der sowohl Aas frisst als auch Beute bis zu der Größe eines kleinen Wallabys schlagen kann. Möglicherweise fraß Didelphodon auch Aas und jagte kleinere Beutetiere.